# 4.º Ejército Panzer
El 4.º Ejército Panzer (en alemán: 4. Panzerarmee) fue, antes de ser designado como ejército, el 4.º Grupo Panzer (Panzergruppe 4), un ejército panzer alemán que entró en acción durante la Segunda Guerra Mundial. Sus unidades tomaron parte en la invasión de Francia y después en el Frente Oriental. 
Al comienzo de la Operación Barbarroja, el grupo fue parte del Grupo de Ejércitos Norte, y consistió de los Cuerpos del Ejército XXXXI y LVI (mot.) con tres divisiones panzer y dos divisiones de infantería motorizada con 631 tanques. Fue la punta de lanza del avance hacia Leningrado, hasta que fue transferido al Grupo de Ejércitos Centro para ayudar en el avance hacia Moscú.
El 4.º Ejército Panzer, junto con el 2.º Ejército Panzer de Heinz Guderian, destruyeron incontables unidades soviéticas hasta que fueron inmovilizados apenas a las afueras de Moscú. 
En 1942 se convirtió en parte del Grupo de Ejércitos B y algunas de sus divisiones (notablemente la 24.ª División Panzer) fueron rodeadas y destruidas en Stalingrado. Bajo las órdenes del General Hoth, lo que quedó del ejército falló en su intento de romper el envolvimiento que sufrió en Stalingrado (Operación Wintergewitter), y retrocedieron de nuevo, forzando a la rendición de las tropas aisladas. 
El 4.º Ejército Panzer fue la punta de lanza del área Sur de la Batalla de Kursk, el 5 de julio de 1943. Siguiendo esta ofensiva fallida, el ejército fue rechazado; tomó parte en la campaña defensiva para contrarrestar la Operación Ofensiva Estratégica del Bajo Dnieper, antes de terminar la guerra en Eslovaquia como parte del Grupo de Ejércitos Centro.

## Comandantes
| N.º | Retrato | Comandante                                               | Desde                    | Hasta                    |
| --- | ------- | -------------------------------------------------------- | ------------------------ | ------------------------ |
| 1   |         | Generaloberst Erich Hoepner (1886-1944)                  | 15 de febrero de 1941    | 7 de enero de 1942       |
| 2   |         | Generaloberst Richard Ruoff (1883-1967)                  | 8 de enero de 1942       | 31 de mayo de 1942       |
| 3   |         | Generaloberst Hermann Hoth (1885-1971)                   | 31 de mayo de 1942       | 10 de noviembre de 1943  |
| 4   |         | Generaloberst Erhard Raus (1889-1956)                    | 10 de noviembre de 1943  | 21 de abril de 1944      |
| 5   |         | Generaloberst Josef Harpe (1887-1968)                    | 18 de mayo de 1944       | 28 de junio de 1944      |
| 6   |         | General der Panzertruppe Walther Nehring (1892-1983)     | 28 de junio de 1944      | 5 de agosto de 1944      |
| 7   |         | General der Panzertruppe Hermann Balck (1893-1982)       | 5 de agosto de 1944      | 21 de septiembre de 1944 |
| 8   |         | General der Panzertruppe Fritz-Hubert Gräser (1888-1960) | 21 de septiembre de 1944 | 8 de mayo de 1945        |